# Grupa Prüfera

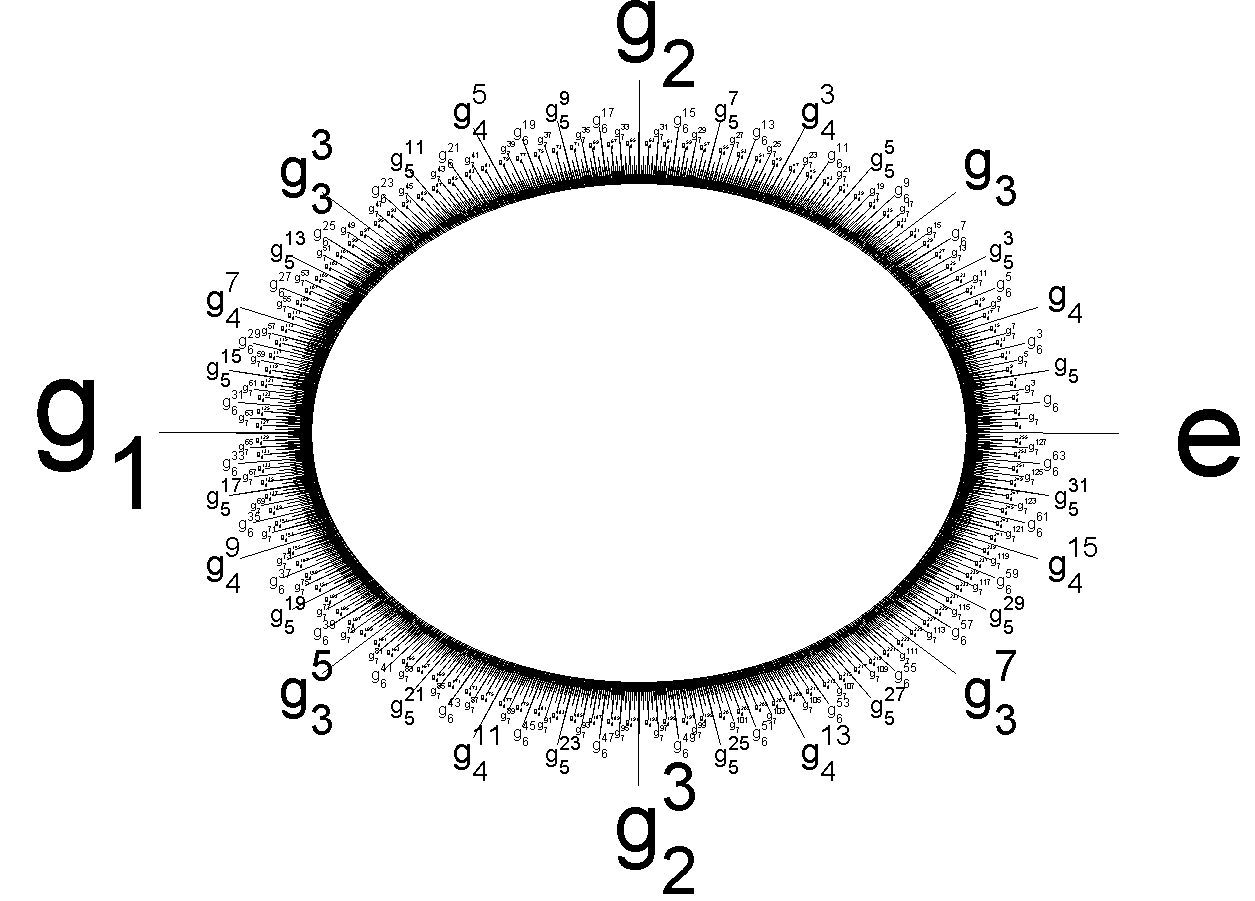
2-grupa Prüfera

Grupa Prüfera, p-grupa Prüfera a. grupa p-quasicykliczna – dla ustalonej liczy pierwszej p, wyznaczona jednoznacznie (z dokładnością do izomorfizmu) grupa torsyjna, w której każdy niezerowy element ma p pierwiastków p-tego stopnia. Nazwa pojęcia odnosi się do nazwiska niemieckiego matematyka Heinza Prüfera.
- p-grupa Prüfera może być reprezentowana jako podgrupa grupy okręgu jednostkowego {\displaystyle \operatorname {U} (1)} jako zbiór wszystkich możliwych pierwiastków z jedynki stopnia {\displaystyle p^{n}} przy {\displaystyle n} przebiegającym wszystkie nieujemne liczby całkowite:

{\displaystyle \mathbb {Z} (p^{\infty })=\left\{e^{2\pi in/p^{m}}\colon n,m=1,2,3,\dots \right\}.}
- Z drugiej strony p-grupę Prüfera można postrzegać jako p-podgrupę Sylowa grupy {\displaystyle \mathbb {Q} /\mathbb {Z} } składającą się ze wszystkich elementów rzędu wyrażającego się jako potęga {\displaystyle p{:}}

{\displaystyle \mathbb {Z} (p^{\infty })=\mathbb {Z} [1/p]/\mathbb {Z} .}
- Istnieje następująca prezentacja p-grupy Prüfera (w zapisie addytywnym):

{\displaystyle \mathbb {Z} (p^{\infty })=\langle x_{1},x_{2},\dots \colon px_{1}=0,px_{2}=x_{1},px_{3}=x_{2},\dots \rangle .}
- p-grupa Prüfera jest jedyną (z dokładnością do izomorfizmu) nieskończoną p-grupą, która jest grupą lokalnie cykliczna (dowolny podzbiór skończony grupy generuje grupę cykliczną). Innymi słowy p-grupa jest p-grupą Prüfera wtedy i tylko wtedy, gdy jej każda podgrupa właściwa jest cykliczna oraz dla każdej liczby naturalnej {\displaystyle k} istnieje w niej podgrupa rzędu {\displaystyle p^{k}.}

- p-grupa Prüfera jest podzielna.

- p-grupy Prüfera, dla wszystkich liczb pierwszych p, są jedynymi grupami nieskończonymi, których podgrupy są liniowo uporządkowane przez inkluzję. Ponieważ p-grupy Prüfera nie zawierają podgrup maksymalnych, to są one swoimi własnymi podgrupami Frattiniego. Poniższy ciąg zawierań przedstawia p-grupę Prüfera jako granicę prostą swoich podgrup skończonych:

{\displaystyle \{0\}\subset \mathbb {Z} /p\subset \mathbb {Z} /p^{2}\subset \mathbb {Z} /p^{3}\subset \dots \subset \mathbb {Z} (p^{\infty }).}
- W teorii lokalnie zwartych grup topologicznych p-grupa Prüfera (wyposażona w topologię dyskretną) jest sprzężona w sensie Pontriagina do grupy zwartej p-adycznych liczb całkowitych, odwrotnie: p-grupa Prüfera jest sprzężeniem w sensie Pontryagina grupy p-adycznych liczb całkowitych[1].

- Jako {\displaystyle \mathbb {Z} }-moduł p-grupa Prüfera jest modułem artinowskim, lecz nie noetherowskim; podobnie jako grupa: jest ona artinowska, ale nie noetherowska (podgrupy grupy abelowej są abelowe i pokrywają się z odpowiednimi podmodułami tej grupy traktowanej jako {\displaystyle \mathbb {Z} }-moduł). Ten fakt może służyć jako kontrprzykład na to, iż nie każdy moduł artinowski jest zarazem noetherowski (choć każdy pierścień artinowski jest noetherowski).